# Prinzessin Victoria Luise
Die Prinzessin Victoria Luise der Hamburg-Amerikanischen Packetfahrt-Actien-Gesellschaft (HAPAG) gilt als das erste als Kreuzfahrtschiff gebaute Schiff der Welt. Das im Dezember 1900 von Blohm & Voss fertiggestellte Schiff ging am 16. Dezember 1906 durch einen Navigationsfehler vor Jamaika verloren.

## Baugeschichte
Die Hamburg-Amerikanische-Packetfahrt-Actien-Gesellschaft war seit Januar 1891 einer der ersten Anbieter von Luxuskreuzfahrten. Der Leiter ihres Passagiergeschäfts, Albert Ballin, sah in diesen Excursion genannten Reisen eine Möglichkeit, die Schnelldampfer für die Nordatlantikstrecke auch in den verkehrsarmen Wintermonaten auszulasten. Nach der Augusta Victoria kamen auch ihre Schwesterschiffe für derartige Fahrten zum Einsatz. Schließlich bot die Reederei neben einer Mittelmeer-/Orientreise von über 50 Tagen ab 1894 noch Nordlandreisen von 18 bis 20 Tagen bis nach Spitzbergen, für die die Schnelldampfer sogar zeitweise aus dem Liniendienst im Sommer abgezogen wurden, und ab 1896 Kreuzfahrten zwischen den Westindischen Inseln an. Die von der Reederei durchgeplanten Reisen mit Landausflügen und Besichtigungen fanden Anklang beim Publikum.
Allerdings zeigte sich, dass die Schiffe Wünsche offenließen. So boten die Schiffe nicht viel Abwechslung an Bord, da sie für eine schnelle Überfahrt konstruiert waren. Als Mehrklassenschiffe waren die Zugangsmöglichkeiten begrenzt und insbesondere die zugänglichen Decksbereiche geschützt für die Bedingungen eines Nordatlantikverkehrs und nicht für den Aufenthalt in südlicheren Gewässern. Die Kabinen waren auch nicht sehr großzügig und nicht auf einen Aufenthalt von mehreren Wochen angelegt. Auch wurde die gewaltige Maschinenanlage selten auf den Teilstücken einer Kreuzfahrt benötigt. Daher entstanden frühzeitig Pläne, ein Schiff nur für Kreuzfahrten einzusetzen. Ein geplanter Umbau der Suevia (1874, 3.609 BRT) wurde jedoch nicht durchgeführt. Diese Situation änderte sich 1898/1899, als im Zuge des Spanisch-Amerikanischen Krieges die Hapag zwei ihrer Schnelldampfer (Columbia und Normannia) zu einem günstigen Preis an Spanien als Hilfskreuzer verkaufen konnte und Albert Ballin, der ein reines Kreuzfahrtschiff befürwortete, Generaldirektor der Hapag wurde.

## Die Vergnügungsyacht
Der neue Generaldirektor Ballin bestellte kurz nach seiner Amtsübernahme bei Blohm & Voss ein Schiff nur für Kreuzfahrten, das nach der einzigen Tochter des mit ihm befreundeten deutschen Kaisers benannt werden sollte. Am 29. Juni 1900 lief das neuartige Schiff als Prinzessin Victoria Luise vom Stapel.
Das neue Schiff sah nicht wie ein Passagierschiff, sondern wie eine Privatyacht aus. Das zweimastige Schiff hatte zwei schlanke Schornsteine und war weiß gestrichen. Es hatte ein rundes Heck und einen reich dekorierten Klipperbug mit einem langen Bugspriet und einer Galionsfigur, welche die Prinzessin darstellen sollte. Angetrieben wurde das Schiff von zwei Vierfach-Expansionsmaschinen, die eine Dienstgeschwindigkeit von 15 Knoten ermöglichten. Das Schiff verfügte über 120 Kabinen der ersten Klasse, die alle luxuriös ausgestattet waren. Alle bestanden aus zwei Räumen und verfügten über ein eigenes Badezimmer und eine eigene Toilette. Dazu standen den Passagieren außer den üblichen Aufenthaltsräumen eines Luxusschiffes noch eine Bibliothek, ein Trainingsraum und eine Dunkelkammer für Fotoamateure zur Verfügung. Der Kaiser soll Ballin bei der Ausstattung des Schiffes beraten haben. Nach der Fertigstellung inspizierte er das Schiff und soll bedauert haben, das seine eigene Yacht Hohenzollern etwas kürzer als die Prinzessin Victoria Luise war.

## Einsatz derPrinzessin Victoria Luise

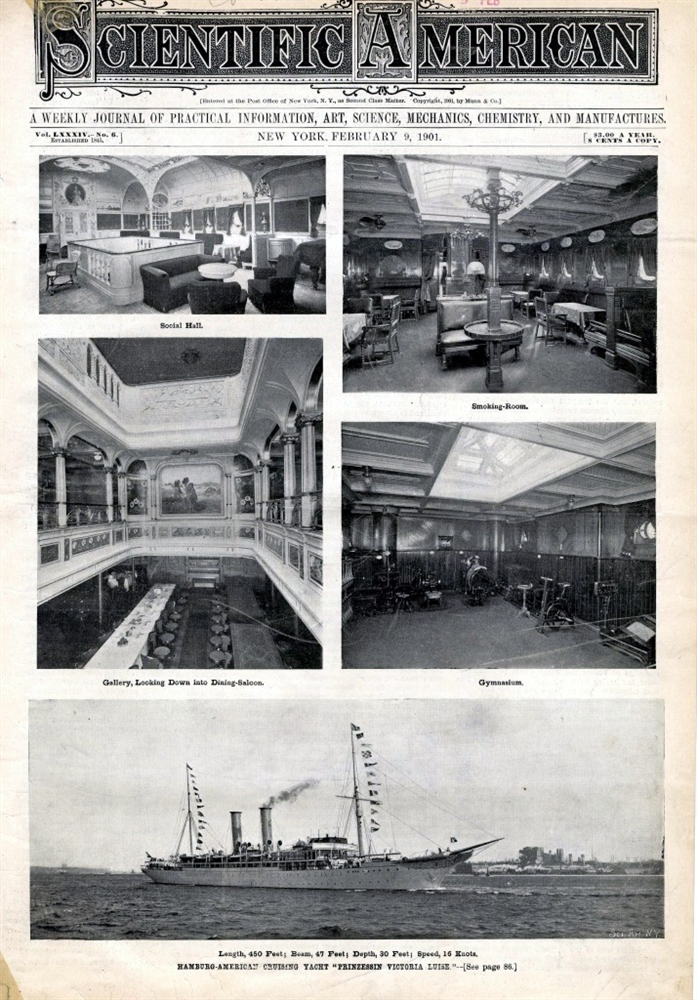
Titelblatt des Scientific American mit Bildern des Schiffes

Die Prinzessin Victoria Luise sollte nach den Plänen Ballins ihren Dienst mit einer Weltreise beginnen. Am 28. Mai 1900 sollte sie aus Hamburg nach Osten bis San Francisco laufen, von wo die Reisenden mit einem Luxuszug die USA queren und dann mit einem Schnelldampfer nach Europa zurückkehren sollten. Ihre zweite Reise in umgekehrter Richtung war auch schon verkauft worden. Durch einen Streik auf der Bauwerft wurde das Schiff allerdings nicht fertig und die Reederei musste die Reisen absagen, deren sichere Durchführung wegen der Unruhen in China sicher auch Probleme verursacht hätte.
Tatsächlich trat das neue Schiff erst am 5. Januar 1901 von Hamburg über Boulogne-sur-Mer und Plymouth ihre Jungfernfahrt nach New York an, das bei sehr schlechtem Wetter auf der Überfahrt am 17. Januar erreicht wurde. Zur ersten Kreuzfahrt verließ das Schiff New York am 26. Januar nach Westindien und es folgte als zweite Kreuzfahrt die erste Reise durch das Mittelmeer bis in das Schwarze Meer ab dem 9. März. Auf dem Weg wurde es von hochrangigen Würdenträgern der besuchten Staaten besichtigt. Im Sommer 1901 schlossen sich zwei der bewährten Hapag-Nordlandfahrten und eine Reise zu den skandinavischen Hauptstädten an. Das Schiff wickelte auch in den folgenden Jahren die Kreuzfahrten der Hapag zu einem großen Teil ab. Neben ihm wurden aber auch die Schnelldampfer weiterhin eingesetzt. Für das Jahr 1904 wurde erneut eine Weltreise geplant, die diesmal am ausgebrochenen Russisch-Japanischen Krieg scheiterte. Die Hapag nutzte den Krieg zum Verkauf ihrer alten Schnelldampfer, die deshalb die Prinzessin Victoria Luise nicht mehr unterstützen konnten. Allerdings kam im Mai 1904 mit der kleineren Meteor (3.613 BRT, 280 Passagiere) ein zweites reines Kreuzfahrtschiff in Dienst, das etwas preiswerter insbesondere europäische Kreuzfahrten abwickeln sollte und die Prinzessin Victoria Luise vor allem für das amerikanische Publikum weitergehend freistellte. Im Jahr 1905 wurden dann neben den beiden reinen Kreuzfahrtschiffen die Passagierdampfer Moltke und Hamburg für Kreuzfahrten herangezogen. 1906 scheiterte auch der dritte Versuch der Hapag, eine Kreuzfahrt um die Welt durchzuführen. Neben der Prinzessin Victoria Luise und der Meteor wickelten nun die Blücher und die neu erworbene Oceana das übliche Kreuzfahrtprogramm ab.

## Das Ende derPrinzessin Victoria Luise
Nach ihrer sechsten Überführungsfahrt von Hamburg nach New York startete die Prinzessin Victoria Luise am 12. Dezember 1906 zu einer erneuten Westindienkreuzfahrt. In der Nacht des 16. Dezember lief sie mit 14 Knoten entlang der Küste Jamaikas auf den Hafen von Kingston zu, wo sie erst sieben Stunden später erwartet wurde. Ohne die Fahrt zu reduzieren, versuchte ihr Kapitän Brunswig ohne Lotsen und gegen den Rat seiner Offiziere, in den Hafen einzulaufen. Gegen 21.30 Uhr erkannte der Kapitän, dass er von einer falschen Position ausging. Die Versuche, die Geschwindigkeit zu reduzieren und den Kurs wirksam zu ändern, scheiterten und die Prinzessin Victoria Luise lief bei Plum Point nahe Port Royal mit voller Wucht auf die Uferfelsen bei
17° 55′ 40″ N, 76° 51′ 10″ W auf. Die Versuche, das Schiff mit „voller Fahrt zurück“ wieder freizubekommen, scheiterten.
Kapitän Brunswig verließ nach zehn Minuten die Brücke und erschoss sich in seiner Kajüte mit seinem Jagdgewehr. Die Offiziere hielten dies geheim und versicherten den Passagieren, dass für das aufgelaufene Schiff keine Gefahr bestünde. Bootsmanöver erschienen in der Nacht und bei der Position des Schiffes gefährlich. Bei Sonnenaufgang ließen sie mit den Rettungsbooten eine Linie zum Land bilden, über die die Passagiere und ihr Gepäck an Land gebracht wurden. Die Matrosen hoben die Gäste von Boot zu Boot und trugen sie ggf. an Land.

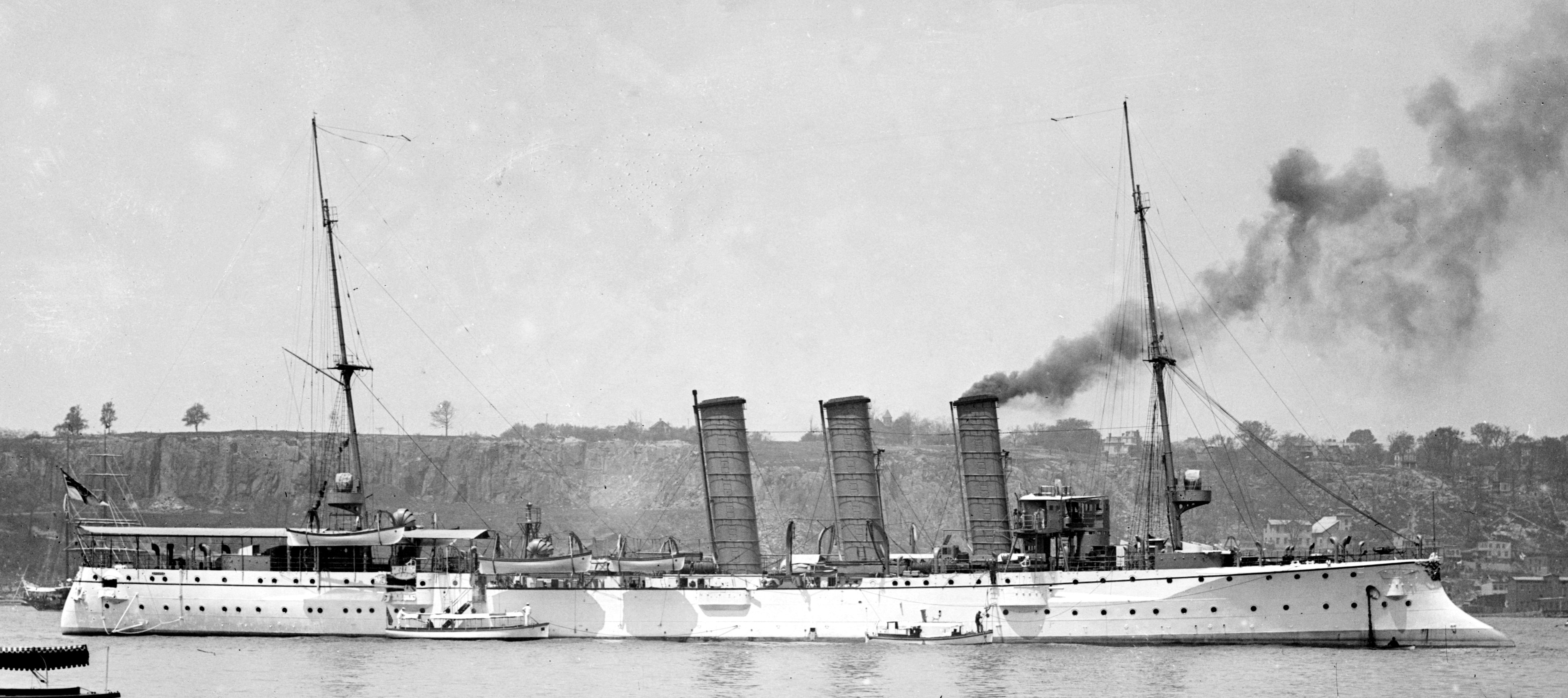
Die Bremen

Nach Räumung durch die Passagiere versuchte man erneut, das Schiff freizubekommen. Der kleine Kreuzer Bremen versuchte das Schiff freizuschleppen, geriet dabei aber auch in Gefahr, aufzulaufen. Da das Wetter sich erheblich verschlechterte, mussten die Abschleppversuche schließlich eingestellt werden. Wellen und Sturm drückten das Schiff breitseits gegen das Ufer und es bekam Schlagseite. Eine sorgfältige Inspektion zeigte, dass der Rumpf an den Spanten und den Kielplatten erhebliche Schäden erlitten hatte. Die Maschinen waren durch die Wucht des Aufpralls aus den Verankerungen gerissen und große Teile des Schiffes waren voll Wasser. Am 19. Dezember 1906 wurde die Prinzessin Victoria Luise zum Totalverlust erklärt.
Die im Mexiko-Dienst eingesetzte, neue Kronprinzessin Cecilie wurde zur Abwicklung der weiteren Reise herangezogen, während die Mannschaft mit den ersten geborgenen Ausrüstungsteilen der gestrandeten Prinzessin Victoria Luise auf der Sarnia nach New York und mit der Pennsylvania nach Deutschland zurückkehrte. Erhalten geblieben ist bis heute von der Ausstattung des Schiffs das Gemälde Hannibals Grab von Eugen Bracht, welches sich in der Sammlung der Museumslandschaft Hessen Kassel befindet.
Ersetzt wurde das Kreuzfahrtschiff dann von der Oceana, dem 1905 angekauften ehemals britischen Schnelldampfer Scot (1891, 7.859 BRT), der mit seinem Klipperbug auch ein yachtähnliches Aussehen hatte. 1911 wurde dann der ehemalige Schnelldampfer Deutschland als Victoria Louise für 487 Passagiere der I. Klasse das Flaggschiff der Kreuzfahrtflotte der Hapag.